# 風呂キャンセル界隈
風呂キャンセル界隈（ふろキャンセルかいわい）とは、面倒になり、シャワーやお風呂に入ることをやめてしてしまう人たちのこと。この表現は「お風呂に入るのが面倒くさい」や「疲れているので今日は風呂をキャンセルしたい」といった気持ちを共有するために使われる。

## 概要
発端となったのは、2024年4月28日のX（旧Twitter）への投稿である。あるアカウントが「お風呂に入るのが嫌すぎ」として、入浴しなくても使えるドライシャンプーを紹介した。投稿は3万以上の「いいね」が付き、思わぬ拡散を遂げる。これを引用する形で「風呂キャンセル界隈」というワードが登場することとなる。
派生語としてうつ病によるものに限った「うつ病風呂キャンセル界隈」という言葉も登場した。
LIXILによる2022年の調査では風呂に入るのが面倒と感じることがあると答えた人は6割を超えている。集英社オンライン編集部が新宿・渋谷にいる若者100人に行った調査では、めったにお風呂に入らない“界隈ど真ん中”の人は100人中9人だった。

## 評論・見解
脳科学者で立命館大学院教授の枝川義邦は「日本の文化風土として、毎日お風呂に入ることが当たり前のような考えがあり、“入らない＝ちょっと悪いこと”という意識があった。そんな中、SNSで『お風呂に入ってない』という声があがり、“私もそうなんだ”とカミングアウトする快感や安心感から、みんなが手をあげて盛り上がってきた構図だと思う」との見方を示す。
臨床心理士の中島美鈴は風呂キャンセル界隈の人たちに共通する特徴は、「風呂」へのハードルが高いところであり、お風呂のどの工程が最も「嫌」であるかを考え、その嫌ポイントに対処が必要であるとする。精神論ではなく、モノの配置やサービス、機械を用いることが大切であると指摘する。
皮膚科専門医の圓山尚は、風呂に入らないことのメリットは、洗いすぎによる肌荒れを防ぐこと。デメリットは、シンプルに不潔、汗を流さないことでにおいの原因になる、雑菌が増えて病気の原因になることだという。
渋谷文化村通り皮膚科院長・倉田照久は「衛生面だけでなく、皮膚の健康に対する悪影響が多々ある。適度な入浴は、皮膚の清潔を保ち、感染症を防ぎ、皮膚のバリア機能を維持するために重要」「とくに梅雨の時期は湿度の影響で真菌が繁殖しやすいため、毎日お風呂に入るのがベスト」「日々の入浴習慣を確立することが、長期的な健康維持につながる重要なステップになる」と語る。
パークサイド日比谷クリニック院長・立川秀樹は「入浴ができない理由として「やりたくない」のか「できない」のか、これは大きく違う。もし病でできないのであれば、うつ病の症状として入浴ができないということになるので、どんなに励まされてもできない」と指摘。お風呂に入れないことが怠けではない可能性もあるため、周囲の人は無理強いをせずに話を聞くなどしてほしいという。
府中こころ診療所医師・春日雄一郎は、うつ病で脳の機能が低下すると、意欲が起きず、倦怠感も招きやすくなる。必要だとわかっていても日常生活の行動が困難になっていく。中でも入浴は服を脱ぎ、体や頭を洗い、髪を乾かすなど複数の行為が必要なため「思考力の低下によって、行動が組み立てられず挫折しやすくなる」「風呂に入りたくないからといって、必ずしもうつ病とは断定できない」としつつ、「疲れがたまっている可能性はある。片付けなど他のこともできず、入浴も完全にできないレベルであれば、受診が好ましい」と指摘する。
心理カウンセラー・公認心理師のイム・ソネは「心が疲れている時は自己防衛機能が働いて、歯みがきなどいろいろなことをしたくなくなってしまう」と指摘する。「出世して役職が付き新たな仕事に取り組んでいる人、完璧主義な人や責任感が強く仕事を多くこなす人、長時間労働で慢性的にストレスが溜まっている人はメンタル不調に陥りやすい」と話す。
東邦大学大学院看護学研究科教授の岸恵美子は「家族や友人など親しい人の死や、離婚、恋人との別れ、ペットロス、リストラ」などのライフイベント上のショックな体験、病気や障碍の発症がきっかけで何日も食事や入浴ができなくなってしまうことがあるとし、「社会福祉協議会による相談窓口」、高齢者であれば「地域包括支援センター」など相談できる機関の存在について周知が必要であると指摘する。

## 反応
ギャル雑誌・eggによれば、風呂に入ることを嫌うギャルは多数おり、同誌がアンケートを基に毎年発表している「egg流行語大賞」には風呂に入ることをスキップする言葉が毎年入りやすい傾向があるという。「風呂キャンセル界隈」という語自体は2024年度の同賞の5位にランクインしているが、例えば2022年度の時点で、2日間入浴していない状況を表す「day2」が3位にランクインしていた。
2024年の「新語・流行語大賞」では「界隈」という言葉がトップ10に入った。「Yahoo！検索」のビッグデータでは「界隈」を含む言葉の検索人数が2019～23年の4年間で倍増し、24年は10月時点で過去最高になっていた。特に24年5月以降に検索人数が大きく伸びており、「風呂キャンセル界隈」が最も検索されていた。